# 花束みたいな恋をした
『花束みたいな恋をした』（はなたばみたいなこいをした）は、2021年1月29日に公開された日本映画。
監督は土井裕泰、菅田将暉と有村架純のダブル主演。脚本家・坂元裕二のオリジナル脚本による映画で、主人公の男女による5年間の関係性の変化を描く。略称は「はな恋」。

## 製作の経緯
2019年10月30日に映画のタイトルとクランクインが発表された。
2017年にとある授賞式で、菅田将暉と脚本家の坂元裕二が顔を合わせた際に2人きりで話す機会があり、その話の中で『問題のあるレストラン』に菅田を起用していた坂元が「また一緒に仕事がしたいね」と声をかけ、後日、菅田が「ラブストーリーをやりたい」と申し出たことで菅田を軸にした恋愛映画の企画がリトルモアのプロデューサーの元で動き出し、相手役は菅田と同世代で坂元脚本の『いつかこの恋を思い出してきっと泣いてしまう』において主演を務めた有村架純、監督は菅田、有村、坂元と映像作品の制作経験があり3人と縁の深い土井裕泰が務めることになった。
坂元は舞台挨拶において「もし、あの時（菅田が）『サスペンスがやりたい』と言っていたら、この映画はサスペンスになっていました」と冗談でコメントしている。
制作発表時において、坂元は「憧れでも懐かしさでもない、現代に生きる人々のラブストーリーを描きたいと思った。この物語は2人の男女がただ恋をするだけの映画であるが、出会った2人の5年間の恋模様を純粋に描き出したつもりだ」とコメントを残している。
恋人同士の5年間を演じた菅田と有村は撮影中、遠慮せずに距離を縮めた。有村は「大切だったのは、芝居の場でどうこうするというよりも、それ以外の部分で、どこまで時間を共有できるかということ。ほぼ毎日、朝から夜までずっと一緒にいたんですが、約1カ月半という撮影期間で、5年分の光景を演じなければなりません。だからこそ、互いに歩み寄っていった部分はあると思います」と言い、菅田も「時間の共有――それでしかなかったんです。何気ない会話のなかで『こういうものが好きなんだな』『それは、よくわかる』『それはちょっとわからない』なんて思いが交わされていくじゃないですか。麦と絹には、それが必要だった」と語っている。
作中に登場する人物やカルチャーについて坂元は、友人の知り合いに関するある具体的な2名を対象にした取材や会話の中で聞いた発言や趣味嗜好を大きな軸に、その人たちと同世代の人のインスタ、さらにその同世代である何人かの人たちと直接会話や取材をした時の内容から着想を得る形で人物像とストーリーを造形しており、そのため主人公二人の麦と絹は「友達の友達ぐらいにいそうな具体的な個人」という距離感で描かれている。
また、本作品の広告や予告において使用されたAwesome City Clubの「勿忘」は、「本編の解釈の中の一つ」というインスパイアソングとして映画の完成後に制作されたため、本編やエンドロールでは一切流れていない。

## あらすじ
2020年の某所某日。あるレストランにおいて恋人のような雰囲気の若い2人が、1つのイヤホンを片方ずつ共有して同じ音楽を幸せそうに聞いている。それを見ていた別々のテーブルに座る山音麦と八谷絹は苛々としたやけに感情的な様子でイヤホン共有の是非について若いカップルであろう2人に対するどこかで聞いたような内容の批判と蘊蓄をそれぞれの同伴者に語り始める。「あの子たち、音楽、好きじゃないな」「音楽ってね、モノラルじゃないの。ステレオなんだよ。イヤホンで聴いたらＬとＲで鳴ってる音は違う」「片方ずつで聴いたらそれはもう別の曲なんだよ」。麦と絹、それぞれの同伴者が2人の急な様子の変化に面を食らいつつ、イヤホンを片方ずつ共有して同じ音楽を聴いている2人を擁護するが、余計にヒートアップした麦と絹はイヤホンを共有している見ず知らずの2人へ上記の様な批判や蘊蓄を指摘しようかとほぼ同時に立ち上がった直後、2人は目が合う形で互いの存在に気がつく。固まったように立ち尽くしながら一瞬無言で見つめ合い、それによって冷静さを取り戻した2人はそれぞれの同伴者が居るテーブルへ何ごともなかったように大人しく戻っていった。別々のテーブルに座る麦と絹の2人はあの仲の良い若いカップル同様数年前まで付き合っていた元恋人同士であった。
時は遡り2015年の東京。大学生の麦と絹は、ともに京王線明大前駅で終電を逃したことをきっかけに知り合う。ほかの終電を逃した人々を交えて深夜営業のカフェで語り合った二人は、その場に押井守がいることに自分たちだけが気付いたことで共感し合い、好きな文学や映画、音楽などのカルチャーにおける趣味の傾向がまるで合わせ鏡のようにマッチし似通っていると感じる。
ミイラ展やガスタンクなど、互いの好きなものを紹介し合い、一緒に楽しんだ末に麦から告白し、恋人同士になった二人は大学を卒業後フリーターとなり、調布市郊外の多摩川沿いの部屋を借りて同棲生活を始める。イラストレーターを志していた麦だが、その仕事は安く買い叩かれる。絹は簿記の資格を取り医院の事務仕事を始める。同棲の部屋を訪問した二人の親たちは、彼らに社会人としての責任感を問い、麦は親からの仕送りを絶たれる。麦は二人の生活維持のために営業職として就職し、やがて仕事に忙殺されイラストへの熱意を失う。麦は絹とともに楽しんでいた漫画やゲームの新作にも興味を失い、二人の間の会話やセックスもなくなってゆく。
そんなある日、絹は収入は下がるが好きなことを仕事にできるイベント会社への転職を決める。しかし麦は遊びの延長のようだとその仕事を見下す言葉を放ち、言い争った勢いで絹にプロポーズし、仕事をやめて好きなことをすればいいという。絹はそのプロポーズを拒絶する。
2019年、冷めきった関係のまま、友人の結婚式に招待された麦と絹は、その後ファミレスで別れ話をするが、麦は土壇場で別れたくないと言い出し、結婚し恋愛感情が失われても長年連れ添っている夫婦のように、家族の関係を続ければいいという。そのとき、近くの席に現れた2人組が、好きなカルチャーについて語り合う姿を見た絹は、何を思ったのか店を飛び出す。麦は絹の後を追って二人は抱擁し、別れを決める。引っ越しまでの3か月間、別れた後の二人は共有の家具や同居猫の行き先を自分たちらしく相談しあい、一緒に好きなものを楽しむ日々を送る。
2020年、冒頭のシーンに戻り、麦と絹はそれぞれの同伴者との食事中、偶然同じレストランで再会する。二人はお互いに名乗らず、背を向けたまま相手に手を振ってその場を離れる。後日、麦がGoogle ストリートビューの画面に、多摩川沿いを歩く自分と絹のかつてのぼやけた姿を見つけるシーンで物語は幕を閉じる。

## キャスト
- 山音麦：菅田将暉
- 八谷絹：有村架純
- 羽田凜：清原果耶[13]
- 水埜亘：細田佳央太[13]
- 川岸菜那：韓英恵
- 青木海人：中崎敏
- 恩田友行：小久保寿人
- 原田奏子：瀧内公美
- 羽村祐弥：森優作
- 中川彩乃：古川琴音
- 沖田大夢：篠原悠伸
- 横田圭祐：高橋周平[14]
- 小村勝利：萩原利久[13]
- 若槻花織：穂志もえか[13]
- 平野愛梨：片山友希[13]
- 卯内日菜子：八木アリサ
- 本條朱音：萩原みのり
- 嶋村知輝：福山翔大
- 麦の友人：大下ヒロト[15]
- ラブホの男性：宇野祥平
- ラブホの女性：佐藤玲
- 歯科医：金子清文
- IT業界で働く男性：池田良
- 胃を半分切除したおじさん：水澤紳吾
- エンジニアの男性：岡部たかし（切実）[16]
- 加持航平：オダギリジョー[13]
- バロン：サザエ（幼少期役）、キャビア（成長期役）、ジャック（成猫役）[17]
- 押井守（本人役）：押井守[13]
- 土志田美帆：PORIN（Awesome City Club）
- 富小路翔真：佐藤寛太（劇団EXILE）[18]
- 八谷早智子：戸田恵子[13]
- 八谷芳明：岩松了[13]
- 山音広太郎：小林薫[13]

## スタッフ
- 監督：土井裕泰
- 脚本：坂元裕二
- 撮影：鎌苅洋一
- 照明：秋山恵二郎
- 美術：杉本亮
- 装飾：茂木豊
- 撮影効果）
- 音楽：大友良英
- 衣裳：立花文乃
- ヘアメイク：豊川京子
- スクリプター：加山くみ子
- イラストレーション：朝野ペコ
- VFXプロデューサー：赤羽智史
- 助監督：石井純
- 製作担当：宮下直也
- 企画：孫家邦、菊地美世志、那須田淳
- プロデューサー：有賀高俊、土井智生
- インスパイアソング：Awesome City Club「勿忘」（cutting edge）
- 助成：文化庁文化芸術振興費補助金（映画創造活動支援事業）独立行政法人日本芸術文化振興会
- 製作プロダクション：フィルムメイカーズ、リトルモア
- 配給：東京テアトル、リトルモア
- 製作：『花束みたいな恋をした』製作委員会（TBSスパークル、東京テアトル、テレビ東京、ジェイアール東日本企画、フラーム、CBCテレビ、毎日放送、朝日新聞社、KDDI、テレビ大阪、BSテレビ東京、TCエンタテインメント、フィルムメイカーズ、リトルモア）

## 興行収入
- コロナ禍における映画館の時短営業が始まり、年明けから厳しさを増す映画興行において、2週目の土日（2月6、7日）の興収が1週目土日の116％を記録した。2週目からさらに動員が増えていった理由としては10代から20代、30代の若い世代を中心とした口コミ効果によるものではないかと分析されている[19]。
- 公開後4週連続で動員数1位を記録し、2021年2月21日時点で公開初日からの累計は動員131万人、興収は17億円に達した[20]。
- 2021年2月最終週時点で、初日からの累計観客動員は167万3431人。興収は22億7162万6510円[21]。
- 2021年3月7日に6週連続での動員数1位を記録した。また、6週目の時点で累計動員数は約200万人、さらに3月16日には興行収入が30億円を突破した[22]。
- 2021年3月時点で、東京テアトル配給作品において歴代1位の興行収入を記録した[23]。
- 2021年6月23日、興行収入が38億円を突破した[24]。
- 中国で公開された際には中国の大型カルチャーレビューサイト「Douban」における評価の高さから[25]、公開規模が32の行政区まで広がり上映館3700館、1万スクリーン以上と近年の邦画において異例のスケールで展開された[26]。また、2022年4月中旬には新型コロナウイルスの影響下で中国国内における映画館の営業率が50%を切る中[27]、興収が9000万元（レート換算で18億円）を超え、さらに6月いっぱいまでのロングランが決定された[28]。

## 評論・評価
- Filmarksによる2021年1月第5週公開映画の初日満足度ランキングにおいて1位を記録した[29]。
- 中国最大のレビューサイト「Douban」における2021年映画ランキングにおいて日本映画部門で第1位、外国映画部門で第2位にランクインし[30]、最終的に中国国内での公開規模が32の行政区にまで広がり、上映館3700館、1万スクリーン以上と近年の邦画において異例のスケールで展開された[31]。また、2022年4月中旬には新型コロナウイルスの影響下で中国国内における映画館の営業率が50%を切る中[27]、興収が9000万元（レート換算で18億円）を超え、6月いっぱいまでのロングラン上映が決定されている[28]。
- 映画評論家、ラジオDJの宇多丸は今作を『ブルーバレンタイン』、『(500)日のサマー』、『いつも2人で』のような恋愛の成就がゴールになっていない話、「恋愛映画」というより、「恋愛についての映画」という傑作群の系譜上にありながら、恋愛というものを見つめる、俯瞰する視線の純度の高さ、混じりっけのなさにおいて今作は突出しており、いわば「純愛映画」ではなくて「純・恋愛映画」[32]と評した。また、今作の特徴として「ドラマを起こすための外部要因」と言われる第3のキャラクターを交えた三角関係、病気、事故、事件などの要素を一切置かず、主人公2人の関係性だけに焦点を絞り、あえて言えば、もうひとつ「時間」がもう1人の主役であり、時間が過ぎることによって社会と直面せざるを得なくなることから「絹と、麦と、時間」がこの映画の3人の主人公であるのでは無いかと考察した[32]。加えて、「“自分の似姿”としての理想のパートナー」という「美しくも儚い幻想」がこの映画のキモであり、劇中大量に登場する、2015年から2020年にかけての彼らの興味、趣味を反映したカルチャー要素は製作者側のインタビュー等を読む限り「具体的な個人」に対するリサーチに基づくもので、必然的に実在感がある並びになっており、そうした個々のカルチャー要素のある固有名詞に対して、やいのやいの言って楽しむこともできるが、一番肝心なのは、そうしたカルチャーへの傾倒というのは、絹、あるいは麦、両者にとって、それ以外の世界、他者たちと自分を隔てる、自分を守る、自分というものの固有性を構成する、言ってしまえばアイデンティティの一部でもあるのではないかと分析した[32]。そして、有村架純と菅田将暉の演技力によって「周りの人に埋もれている人」に見え、だからこそ、序盤、彼らが互いに共通するもの一個一個によって距離を縮め、自分の似姿をついに見つけた、ソウルメイトについに出会った！という喜びが生まれ、それを自分にとって大切な何かと置き換えつつ観客の我々は見ることができ、あの溢れかえる固有名詞たちはむしろ分からない方が「この2人には分かっている」という暗号としてその2人の固有性を感じることができると分析し[32]、また、そのカップル2人の関係に、先程の「時間経過」という第3のファクターが関わってくることで、その似姿というのものの幻想が、取り巻く環境の変化によってみるみる枯れ落ちて、他者性がむしろ浮き上がり、対社会、現実の中で生きていくということと理想に対しどうバランスをとるかということの社会の問題が浮かび上がってくる、と評している[32]。加えて、この種の作品の系譜としては、異例なほど爽やかな一方、エンディングの切れ味は見事そのものであり、近年の日本映画でこんな見事に終わる映画、ちょっとないんじゃないかな？というくらい最高の終わり方である、と絶賛した[32]。
- 主人公たちと世代が近いフリーアナウンサーの宇垣美里は、作品内ではただただ心地よいだけの美化された懐かしさだけではなく、決して純粋なだけではない学生時代ならではのカルチャーに対する幼く愚かな向き合い方や自意識も一切の容赦もなくしっかりと描かれており、美化されていない懐かしさや近過去のありとあらゆる徹底した描き方に驚嘆したと映画を見た際の第一印象を述べた。さらに、宇多丸による大学時代から社会人にかけて麦(菅田将暉)のしゃべり方の速度が自然と変化しているという指摘に関連して、絹(有村架純)の「前髪の変化」に着目し、大学時代はくせっ毛ぽくなっており、ブローされていない事で「なんでもない人」をビジュアルとして上手く演出しているが、社会人として生活する上で前髪をブローするようになることで綺麗な前髪になり「大人になること」によるディテールの絶妙な変化を指摘した[33][34]。加えて、宇垣は宇多丸と本作の面白さの理由について評する中で題名にある「花束みたいな」というのは、過去に対して前向きで綺麗な恋という表の純粋な意味に加えて、根を張ることのないような恋という実は重く意味深な裏の意味も込められているのではないかと指摘し、誰にでもどんな人でも若い頃や過去を振り返ってみると後悔したり反省したりするような安易な自意識、または根本的な部分から間違えていたような選択や失敗があるけれど、現在の反省している自分とは違う愚かなところもあったであろう過去の幼い自分がそれでもその時は確かに感じていた誰かと分かり合えたという喜びや幸せ、またはそれらに伴う悲しさといった感情や輝きの存在そのものまでをも時間の無駄だったと全否定するのではなく、それはそれでまた全然別物としてたった1人自分の中だけで大事にしてもいいんじゃないかという「根を張ることのなかった花」の存在を肯定してくれているという側面も持つ映画作品なのではないかと述べ、また、この映画は何が「正解」「普通」で何が間違っているというような「正解」や「普通」の見方を決して押し付けてくることはなく、見る人によって、さらには自分の現在の人生の状況によって、また違った色々な側面や多彩な感情を見せてくれることがこの映画の真の凄さ、魅力なのではないかと述べている[33][35]。
- 本作の主人公と同世代である書評家の三宅香帆は2023年1月に始まった集英社新書プラスの連載企画第1回目において本作を取り上げ、就職後正社員となった麦が長時間の労働やそれに伴う競争によって本を読めなくなっていったり、誰かの作品を見ても以前ほどそこから自分だけの何かを感じとることができなくなっていく様子について、当時映画を見た際には同年代の友人たちと「最近見た映画の中でいちばん身につまされてしまった」と話題に上がったことが強く印象に残っており、この映画がヒットした様々な要素の１つとして「『労働と読書の両立』というテーマが、現代の私たちにとって、想像以上に切実なものである」という事実が存在するのではないかと述べている。加えて、この映画の中で個人的に気になった要素の一つに主人公である地方出身で花火職人の息子である麦と都内に住める実家があり2020年東京オリンピック事業に関わっているような大手広告代理店に勤務している親の娘である絹の対比によって「労働環境が異なる」特徴以外に「何か文章を読むときにどんな人生の状況でも焦らず考えながらゆっくり読めるか」「読書への根本的な向き合い方そのものが社会的階級によって異なる」というような、読書をする際や文化に触れる際の本質的な精神的余裕、姿勢の背後にある階級格差の切実な問題も恋愛映画というジャンルを通して批評的に描かれているのではないかと指摘している[36]。
- 第20回本屋大賞受賞作品である『汝、星のごとく』を執筆した凪良ゆうは本作を執筆するにあたり映画『花束みたいな恋をした』から大きな刺激と影響を受けたと明かしており、細部を徹底的に描ききることでマジョリティである異性愛に関する様々な批評性を生み出し、さらには突破なことをまったく起こさない形でここまで新鮮で引き込まれる面白い物語を作り上げられることにとても驚いたと『花束』を評している[37]。
- 新書大賞2023において第2位に取り上げられた書籍「映画を早送りで観る人たち」を執筆した稲田豊史は週刊SPA!の映画紹介コラムの中で本作をおすすめの映画作品として取り上げ「本作は切ない泣けるラブストーリー…ではない」と題し、広告、予告からも切なくて泣けるサブカルラブストーリーに擬態しているが実際は現代のある幼い文化系学生カップルの生活を社会的な視点で批評的に扱った切実な作品であると紹介している[38]。加えて、集英社新書プラスにおける対談企画の中でも本作を話題に挙げ、作品名からもマルチ・ミーニングに意味深、皮肉な一方で、ある種の観客が「ベタな恋愛もの」として受け取っていることも興味深く『ルポ　誰が国語力を殺すのか』（石井光太、文藝春秋、2022年）を例に挙げ、冒頭のシーンをはじめとした観客をも巻き込んだ作品構造そのものの批評性や人によってあえて解釈や受け取り方が大きく分かれるように描かれたラストシーンの意図を含め、二元論で解決できないような複雑なものを複雑なまま受け取れなかったり、映像作品にしろ文章にしろ立ち止まって最後まで内容を読まず作品そのものの意図を考えたり深く理解する前に怒ったり、行間や余白を感じない人が全世代的に増えていることを指摘している[39]。
- 映画評論家の小野寺系は主人公の2人は日本人の大多数から見ればマニアックな趣味を持っているようにあえて描かれているが、一方で過去編における学生時代の2人による意図的に描かれた良質なポップカルチャーの表層をなぞるだけのような感じ方、考え方、姿勢が表面化してくるのが互いの鏡像として描かれた2人による同棲が始まった後の展開であり、本作は「自分のことを特別だと思っていた人間が、自分が思うほどはそうでもない存在だった」といった多かれ少なかれ人間なら誰もが向き合う事実に、少しずつ気づいていくという積み重ねの物語という側面も持っているのではないかと評している[12]。また、小野寺は本作で描かれている川の側で慎ましい日々を送る2010年代後半の東京の生活というのは、かつて大ヒットして映画の題材ともなった南こうせつによるフォークソング「神田川」で歌われた世界の現代版とも受け止められると分析し、「神田川」で歌われるのは全共闘、学生運動が広まった時代に当事者だった者たちの挫折と、その後の心情を言外に救いあげるような、日本のフォークソングブームの本質をついたものであり、学生運動に身を投じた若者たちの熱と、その後同棲する恋人の優しさにほだされて“普通の幸せ”に取り込まれることで、かつて批判していたはずの社会構造やシステムに順応していってしまう矛盾への葛藤が凝縮されており、団塊の世代共通の感覚として支持された世界観であるが、その一方で、2010年代の学生の世代に広く共通するものといえば、経済状況の悪化による貧困を経験している場合が多くなっていることであり、この世代が感じているのは、凋落していく日本社会のなかでどうサバイブしていくかという、かつての全共闘世代と比べてきわめて現実的な不安であり、殺伐とした社会に飲み込まれ生活費ばかりを追い求めるようになる自分たちへの憐憫であるのではないかと小野寺は評し、このように本作が映し出すのは、いくつかの世代に普遍的に共通する忌避や葛藤、複雑さを、2010年代ポップカルチャーに耽溺する20代の経済状況から見る世界として表現した物語だと理解することができるが、それを映画作品として、ここまで意識的に見せるというのはかなり珍しく、かつてのフォークソング同様に、鎮魂という側面で本作が心に響いた観客も多いのではないかと小野寺は評している[12]。
- ドラマ・映画ライターの綿貫大介がCREAに寄稿した本作の映画評の中で、本作は「好きが同じだけでは一緒に生活することは難しい」という結論に至る過程の描き方が多彩であり、その中でも文化に対する向き合い方として純粋な好奇心や探究心による「これが好き」ということだけではなく、無意識に自分という存在を肯定するために「これが好きな自分でいること」が大事になってしまうようなどの世代の人も避けられない瞬間も描写されていると指摘しており、本作の脚本を担当した坂元の過去作「最高の離婚」や「カルテット」においても主人公が若い学生時代の頃、流れている楽曲に対して「安っぽい」と無神経な皮肉を言ってしまった時にそれが主人公の同棲相手にとってとても大切な楽曲であったことから2人の関係性が取り返しのつかない形で破綻するきっかけだったと判明するシーンや、主人公が恋人時代に夫から借りていた本を咄嗟の判断で鍋敷きにしてしまい夫を傷つけてしまっていたことがわかるシーンなど、あるカルチャーがその人にとっての依り代や自己同一化の対象になっており、このようなカルチャーを通じた生活上のズレが関係性にヒビを生じさせる場面は坂元が脚本を書き下ろした本作や過去作に共通している文化と生活を関連づけるユニークな演出方法のひとつだと評している[40]。
- 現代ビジネスに寄稿されたライター・コメカの記事によると、本作がヒットした理由を考える上で、主人公の1人である絹が劇中で口にする「わたしはやりたくないことしたくない。ちゃんと楽しく生きたいよ」という台詞に着目し、「字面だけだと世間知らずの甘えた発言のように見える台詞だが、本作を観ると、この言葉がとても切実なものとして胸に響いてくる」とした上で[41]、本作の主人公の特徴としてサブカルチャーを嗜好する人たちがやりがちな 「自分のほうがより文化に詳しい」「自分はこんな経験だってしている」といった「卓越化競争」を絹と麦はふたりの間においても、文化系の友人たちとの間においても、こういったコミュニケーションをほとんど行わず、好きなものを共有できる喜びを分かち合っている描写が特に目立つことから、「絹と麦にとってサブカルチャーは自分たちを護る繭のようなもの」であり、大好きなカルチャーで埋め尽くされた多摩川沿いの部屋は、社会から距離を置いたふたりの「籠（こも）り」の場所であるかのように映っていると分析した[41]。そして、そういった描写から本作の脚本を担当した坂元裕二の社会的な主題を取り上げている過去作品に共通して描かれる「社会から疎外されるつらさのなかで生きながら、それでも思考停止せず、自分自身や他者に真摯に向き合おうとする人々」のように本作の主人公達は過酷な過去を背負っているわけではないが、社会の主流に上手く馴染めないながらも必死に生きているという点において、絹と麦は、『それでも、生きてゆく』、『いつかこの恋を思い出してきっと泣いてしまう』といった坂元の過去の作品の登場人物たちと同じ切実さを抱えているとし、少しでも「好き」を持ち寄ってなんとか楽しく生きていこうとする人々の切実な場所としてサブカルチャーが描かれるのは、坂元が持つ人間への視線の在り方に裏打ちされていると評した[41]。また、作品中盤、麦がイラストレーター一本での自活を諦め、就職を決意するところから物語が転調し、麦が社会と向き合っていく中でマッチョイズムを少しずつ剥き出しにしていくことによりモラトリアムが崩壊していく過程において[41]、麦と絹のカルチャーへの向き合い方や社会における生き方の本質的な違いが顕在化していき、お互いの人生に対するハードルをさげ「恋愛関係ではなく、結婚し、家族として共に生きていくのなら、それでもやっていけるのかもしれない」という妥協した末の結論ではなく、「かつての自分たちのような2人の会話」をきっかけとして最後の最後で思考停止的価値観に対し、ギリギリで抗ったのは[41]、好きなカルチャーを持ち寄って、互いにそれを交換し、自分なりの感受性でそれを受け止めながら過ごしたふたりの道のりが無駄なものではなく、そこで育まれた「楽しく生きることへのこだわり」が精神的な変化を迎えたふたりの「抵抗」を支えたのではないかと、考察した。そして、筆者は「どんな社会状況においても、どんな立場の人にとっても、『人はどのように生きていくべきなのか』という命題は常に普遍的なものとしてある。『花束みたいな恋をした』のなかで描かれた、『ちゃんと楽しく生きたい』という願い。一見甘く見えるこの願いは、『それでも、生きてゆく』の終盤、双葉が極限の緊張感のなかで口にする『真面目に生きたいんです』という願いと、本質的には同じ切実さを持っているのではないだろうか。」と、坂元の過去の脚本との共通点を挙げ、「過酷になり続ける現代社会のなかで、思考停止せず自分なりにものを考え続け、他者を想いながら生きていくことへの強い気持ちが、他の坂元作品と同じように本作には溢れており、そのことがやはり、多くの人の心を強くとらえているのではないかと、私は思うのだ」と評した[41]。
- 現代ビジネスに寄稿された高木敦史の記事において、時間がなく2人が見に行けなかった映画として作中に登場するエドワード・ヤン監督による1991年の台湾映画『牯嶺街少年殺人事件』と『花束みたいな恋をした』では、 小四と小明、麦と絹の関係性において似たすれ違いが存在していると指摘した上で、両作に共通する物語の側面として、「自分の夢はふたりの夢だと勘違いし、夢を追ううちに相手を偶像化してしまい、やがて実像とのズレに絶望する」という面があり、この点において『クーリンチェ』の小四と『花束』の麦は同じで、そんな相手を許容していたが次第に息苦しさを感じ始めるという点においても、『クーリンチェ』の小明と『花束』の絹は同じ問題を抱えており、要するに「自分の夢の中心に他人を据えること」と「他人の夢の中心に自分を据えること」によるすれ違いが両者の関係性において共通していると評した[42]。加えて、『クーリンチェ』の場合は閉塞した社会での複雑な状況ゆえに、という側面があったが、より平和なはずの世界に住んでおり似たもの同士を自認するはずの『花束』の麦と絹がなぜそのズレに気づかなかったのかというと、そこにサブカルチャーが関連してくると筆者は指摘し、『花束』におけるサブカルは一見すると「趣味が合う」ことを示す記号に過ぎないが、『クーリンチェ』を経ることでふたりの趣味がサブカルであったことの必然性が明らかになると分析し、『花束』では、「何が嫌いか」について一度だけ話すシーンがあり、あまりにもたわいないものであったことから、同時に「何が嫌いか」についてさほど自覚的でなかったことの証左にも見え、加えてふたりが好きなものについて語るとき、相席した4人で押井守監督と居合わせる場面における様子から読み取れるように、その多くは「これの良さを理解しない者とは相容れない」というものであり、これらの点から察するに、よく似た嗜好のふたり、一見好きなものが同じ彼らは、実は「メジャーなものを好む人たちには理解されないマイナーなものが好き」同士なのではなく、「マイナーなものを理解せずメジャーなものを好む人たちが嫌い」であり、ふたりの共通点は「好きなもの」ではなく「嫌いなもの」だったのではないかと分析した[42]。加えて「何が嫌いか」に無自覚なふたりが、嫌いなものから目を逸らして生きる中でサブカルに傾倒していき、その嫌いなものの正体をより突き詰めていけば、それは自分たちのようなマイナーな存在を理解しないメジャーな存在の総体——即ち社会なのではないかと考察した。つまり、ふたりは共に社会に対する「生きづらさ」を感じており、「普通とは」「責任とは」「人生とは」とあれこれ悩み考えるのは、全て社会に立ち向かうためで、そういった視点で見た場合『花束みたいな恋をした』は、麦と絹が「サブカル」という表層を通じて「生きづらさ」を分かち合い、対抗すべく手を取り合う姿を描いた映画であると読み取れることができ、だからこそ、この映画はコロナ禍の中多くの人を映画館へ動員するほどの求心力を持つ一方で見終わった後に見た人同士で話をしたくなるのはスクリーンに映る恋愛模様の奥に感じる(「社会」と名付けられている)何かの正体を見極めたいという欲求からくるものではないかと考察した[42]。そして、『クーリンチェ』の小四と小明は、この世は退屈なことや嫌なことばかりだという点を分かち合っており、鬱屈とした世界に立ち向かうための手段があまりにも相容れないものだったため、最後は殺人という許されざる悲劇に向かい、『花束』の麦と絹もまた、社会の生きづらさを共有し、ふたりそれぞれ社会に対抗する手段を模索したものの、その手段は分かち合えないものだったが、『花束』が『クーリンチェ』と異なるのは、ふたりがお互いに相手を尊重し、同意の上で袂を分かち、それぞれの道を歩き出したことであり「すれ違い」が悲劇ではなく、変化の契機として描かれている部分にあるとした上で、筆者は「もちろんこの二作は時代も舞台も違いますから、単純な比較は無意味です。しかし『クーリンチェ』が当時の社会情勢を写実的に描いた台湾ニューシネマの中での名作として語られるのと同じように、『花束』は「普通」がわかりづらい現代日本における生きづらさと苦難を写実的に描くことで現代の美化を許さないまま複雑さを表現しつつ、それでもなお悲劇的ではない物語にまとめあげた名作として語られる映画だと感じます。」と評した[42]。

## 受賞歴
- 第13回TAMA映画賞（2021年）[43]
  - 特別賞（土井裕泰監督、坂元裕二氏、及び作品に関わった全てのスタッフ、キャスト一同へ）
  - 最優秀男優賞 - 菅田将暉（『キャラクター』、『キネマの神様』、『浅田家!』と共に）
  - 最優秀女優賞 - 有村架純（『太陽の子』、『るろうに剣心最終章The Final / The Beginning』、『バイプレイヤーズ 〜もしも100人の名脇役が映画を作ったら〜』と共に）
- 第45回日本アカデミー賞[44]
  - 最優秀主演女優賞 - 有村架純
  - 優秀主演男優賞 - 菅田将暉
  - 話題賞 - 菅田将暉[45]
  - 優秀音楽賞 - 大友良英
- ELLE CINEMA AWARDS 2021「エル ベストアクトレス賞」- 有村架純（『花束みたいな恋をした』）[46]
- 第31回日本映画プロフェッショナル大賞
  - 特別賞 - 孫家邦（映画プロデューサー）[47]
- 第12回 ロケーションジャパン大賞 グランプリ[48]
  - ロケ地の東京都調布市とともに受賞。
- 第35回 中国映画金鶏賞（指名された）

## テレビ放映
| 回数 | 放送局      | 放送枠   | 放送日         | 放送時間    | 放送分数 | 平均世帯 視聴率 | 備考         |
| ---- | ----------- | -------- | -------------- | ----------- | -------- | --------------- | ------------ |
| 1    | WOWOWシネマ | （なし） | 2021年11月27日 | 20:00-22:20 | 140分    |                 | 衛星初放送   |
| 2    | TBSテレビ   | （なし） | 2025年1月10日  | 20:55-22:54 | 119分    | 4.7%            | 地上波初放送 |

- 地上波放送・関東地区のみ記載。
- 視聴率はビデオリサーチ調べ。関東地区でのデータ。

## 作中に登場する人物・作品
- 麦と絹が関係性を構築するきっかけ、創作物への向き合い方や好みによる2人の人物造形、また作中におけるメタメッセージなど様々な要素を託された存在としてポップカルチャーやカルチャーが描かれている[49][50][51][52]。
- パンフレットは文具メーカーマルマンの「図案スケッチブック」を模したデザインになっており、映画館等で販売された。映画内に登場するカルチャーについての説明や詳しい紹介、作中に著作が登場する作家三浦しをんによる映画解説などが記載されている[53]。

※本節では映画の中で直接言及される作品のほか、映画内に映り込んでいる作品も記載している。
- 押井守（本人役として出演）[54]
- 天竺鼠
  - 『天竺鼠 ルミネ単独ライブ「ジャンピングボレーライブ」』[55]
- 穂村弘[56]
- 長嶋有
  - 『いろんな気持ちが本当の気持ち』[57]
- 『魔女の宅急便』（2014年の実写映画）[58]
- いしいしんじ[59]
- 堀江敏幸[59]
- 柴崎友香[59]
- 小山田浩子[59]
- 今村夏子
  - 『ピクニック』[60]
- 小川洋子[59]
- 多和田葉子[59]
- 舞城王太郎[59]
- 佐藤亜紀[59]
- 保坂和志
  - 『この人の閾』
- ONE OK ROCK
- 野田サトル
  - 『ゴールデンカムイ』[61]
- ナンバーガール（麦が着用したTシャツ）
- ZAZEN BOYS（麦が着用したTシャツ）[62]
- ほしよりこ
  - 『きょうの猫村さん』
- 市川春子
  - 『宝石の国』[63]
- 滝口悠生
  - 『茄子の輝き』
- 小川哲
  - 『ゲームの王国』
- 近藤聡乃
  - 『A子さんの恋人』
- 大友克洋
  - 『AKIRA』
  - 『童夢』
- 西村ツチカ
- 朝井リョウ
  - 『何者』
- 阿佐田哲也
  - 『麻雀放浪記』
- 荒木飛呂彦
  - 『ジョジョの奇妙な冒険』
- 梅佳代
  - 『じいちゃんさま』
- 奥田英朗
  - 『イン・ザ・プール』
- カート・ヴォネガット
  - 『タイタンの妖女』
- 角田光代
  - 『空中庭園』
- 川島小鳥
  - 『未来ちゃん』
- ジョージ朝倉
  - 『溺れるナイフ』
- 杉浦日向子
  - 『東のエデン』
- 手塚治虫
  - 『火の鳥』
  - 『アドルフに告ぐ』
- 中野正貴
  - 『TOKYO NOBODY』
- 花沢健吾
  - 『アイアムアヒーロー』
- 古谷実
  - 『シガテラ』
- 魚喃キリコ
  - 『blue』
  - 『strawberry shortcakes』
- 望月峯太郎
  - 『ドラゴンヘッド』
- フィリップ・K・ディック
  - 『アンドロイドは電気羊の夢を見るか？』
- 藤子・F・不二雄
  - 『異色短編集 ミノタウロスの皿』
- 松本大洋
  - 『鉄コン筋クリート』
  - 『青い春』
  - 『ピンポン』
- 三浦しをん
  - 『まほろ駅前多田便利軒』
- 宮沢賢治
  - 『銀河鉄道の夜』
- 村上春樹
  - 『海辺のカフカ』
- 『地球の歩き方』
- 前田裕二
  - 『人生の勝算』[64]
- 『菊地成孔の粋な夜電波』（TBSラジオ）
- ウィスット・ポンニミット
- cero
- 羊文学
- 長谷川白紙
- 崎山蒼志
- 『毛皮のヴィーナス』
- 『自由が丘で』
- 『ストレンジャー・シングス 未知の世界』
- 『マスター・オブ・ゼロ』
- 新海誠
- 『シン・ゴジラ』
- 「ゼルダの伝説 ブレス オブ ザ ワイルド」
- 劇団ままごと
  - 『わたしの星』
- 「パズル&ドラゴンズ」
- フランク・ダラボン
  - 『ショーシャンクの空に』
- アキ・カウリスマキ
  - 『希望のかなた』[65]
- 『牯嶺街少年殺人事件』※エドワード・ヤン監督の生誕70年、没後10年となる2017年、日本では約25年ぶりに236分の4Kレストア・デジタルリマスター版が3月11日に公開され（配給：ビターズ・エンド）、絹と麦が行けなかった映画とはこのデジタルリマスター版の映画であると思われる[66]。
- SMAP
  - 「たいせつ」
- 文学ムック『たべるのがおそい』（書肆侃侃房）[67]

### 作中に登場する音楽
主人公の人物像を表現するために使用された本編劇中曲である、Awesome City Club「アウトサイダー」「今夜だけ間違いじゃないことにしてあげる」「ダンシングファイター」「Don't Think， Feel」「Lesson」／GReeeeN「キセキ」／きのこ帝国「クロノスタシス」／フレンズ「NIGHT TOWN」／SEKAI NO OWARI「RPG」にCMで使用されたインスパイアソング・Awesome City Club「勿忘」の全10曲を対象にJOYSOUNDオリジナルCM、および課題曲キャンペーンが2021年1月29日から2月28日まで行われた。

## 作中に登場する場所・サービス・商品
- この映画には時代背景や主人公達の生活圏内における2010年代後半の東京を描写する要素として、カルチャーによる固有名詞が登場する他、主人公2人の生活を取り囲む事柄のディテールを描くため、実際の商品名や施設、サービス、地名などの固有名詞も同じように登場している[69]。

### ロケ地
- 京王線明大前駅 - 麦と絹が最初に出会う場所[70]。
- 銀座コリドー街
- 原美術館 - 2021年1月11日に閉館。

#### 調布市内のロケ地
- つつじヶ丘駅北側の道路 - 甲州街道（国道20号）。終電を逃した麦と絹が京王線の線路沿いを歩くシーンで登場[70]。
- 調布駅 - 麦が一人暮らしをしていたアパートの最寄り駅。
  - 調布駅前広場 - 2人の待ち合わせ場所として登場[70]。2012年の京王線地下化により駅前広場が整備されトリエ京王調布が開業した。
  - 調布パルコ - 5階のパルコブックセンターでロケが行われ、映画の写真パネル展示も開催された[70]。
- 飛田給駅 - 絹の実家の最寄り駅。麦と絹が出会った2015年、飛田給の駅前（特に南口側）には終電過ぎまで営業しているドラッグストアがなく、絹は頼まれたトイレットペーパーが買えなかった[69][注釈 2]。
  - 道生（みちおい）神社 - 飛田給2丁目。麦と絹が捨て猫を拾った神社[70]。
- 多摩川
  - 麦と絹が同棲していた多摩川沿いのマンション。調布駅からバスを利用しない場合は徒歩30分[注釈 3]。実在の建物を使用したため所在地は非公開[70]。
  - 多摩川サイクリングロード[70] - ラストシーンのGoogleマップストリートビューにも登場する。
  - 京王フローラルガーデンANGE - 映画内で具体的に名前は出てこないが、園内で撮影されたシーンがあり、ロケーション協力に名を連ねる[71]。2021年5月31日をもって閉園。
- 御塔坂橋（おとざかばし） - 調布駅から深大寺方面へ向かう武蔵境通りの野川に架かる橋。御塔坂橋交差点の横断歩道が登場し[70]、ノベライズ書籍の表紙はこの横断歩道でのシーンが描かれている。

### サービス・商品
- Googleマップストリートビュー
- ジョナサン
- 炭焼きレストランさわやか
- アサヒスーパードライ
- 白のジャックパーセル